# Uperoleia micromeles
Espèce
Statut de conservation UICN

 LC  : Préoccupation mineure
Uperoleia micromeles est une espèce d'amphibiens de la famille des Myobatrachidae.

## Répartition
Cette espèce est endémique du désert de Tanami en Australie. Elle se rencontre dans le nord-est de l'Australie-Occidentale et dans l'est du Territoire du Nord,. Son aire de répartition couvre environ 46 900 km2.

## Publication originale
- Tyler, Davies & Martin, 1981 : Australian frogs of the leptodactylid genus Uperoleia Gray. Australian Journal of Zoology, Supplemental Series, vol. 29, no 79, p. 1-64.